# Masters of the Universe (film, 2026)
Masters of the Universe är en amerikansk action- och fantasyfilm med planerad premiär den 5 juni 2026. Den är regisserad av Travis Knight efter ett manus skrivet av Chris Butler.

## Handling
Filmen inleds med att den 10-årige Prins Adam, som kraschlandar på Jorden med sitt rymdskepp och skiljs från sitt magiska svärd som är hans enda länk till hemplaneten Eternia. Han hittar svärdet 20 år senare, och måste försvara sitt hem mot ondskefulle Skeletor.

## Rollista (i urval)
- Nicholas Galitzine - Prince Adam Glenn / He-Man
- Camila Mendes - Teela
- Jared Leto - Skeletor
- Alison Brie - Evil-Lyn
- Idris Elba - Duncan / Man-At-Arms
- Sam C. Wilson - Kronis / Trap Jaw
- Hafþór Júlíus Björnsson - Goat Man
- Kojo Attah - Tri-Klops
- Morena Baccarin - the Sorceress of Castle Grayskull
- Jóhannes Haukur Jóhannesson as Malcolm / Fisto
- Sasheer Zamata - Suzie
- James Purefoy - King Randor
- Charlotte Riley - Queen Marlena